# 비토리오 가스만
비토리오 가스만(이탈리아어: Vittorio Gassman, 1922년 9월 1일 ~ 2000년 6월 29일)은 이탈리아의 배우이자 영화 감독이다.

## 출연 작품
- 만찬 (1998)
- 슬리퍼스 (1996)
- 더 바이블 - 아브라함 (1994)
- 자스민의 함정 (1990, Dimenticare Palermo)
- 세라자드 (1990)
- 나는 삐까리 (1988)
- 인생은 소설이다 (1983)
- 템피스트 (1982)
- 샤키 머신 (1981)
- 첩보원 실비아 (1980)
- 퀸테트 살인 게임 (1979)
- 더 데저트 오브 더 타타스 (1976)
- 여인의 향기 (1974)
- 레츠 해브 어 라이어트 (1970)
- 12 + 1 (1969)
- 언체인드 (1968)
- 고스트, 이탈리안 스타일 (1967)
- 우먼 타임스 세븐 (1967)
- 아이 뉴 허 웰 (1965)
- 레츠 토크 어바웃 우먼 (1964)
- 썸머 프렌지 (1964)
- 로마의 20가지 이야기 (1963)
- 바라바 (1962)
- 검은 영혼 (1962)
- 디피컬트 라이프 (1961)
- 마타토르 (1960)
- 피아스코 밀란 (1959)
- 더 그레이트 워 (1959)
- 기적 (1959)
- 전쟁과 평화 (1956)
- 세상에서 가장 아름다운 여인 (1955)
- 맘보 (1955)
- 섬브레로 (1953)
- 쓰디쓴 쌀 (1948)